# Cymbidiella
Cymbidiella é um género botânico pertencente à família das orquídeas (Orchidaceae).

## Espécies
1. Cymbidiella falcigera (Rchb.f.) Garay, Orchid Digest 40: 192 (1976)
2. Cymbidiella flabellata (Thouars) Rolfe, Orchid Rev. 26: 58 (1918)
3. Cymbidiella pardalina (Rchb.f.) Garay, Orchid Digest 40: 192 (1976)